# Stettin 7

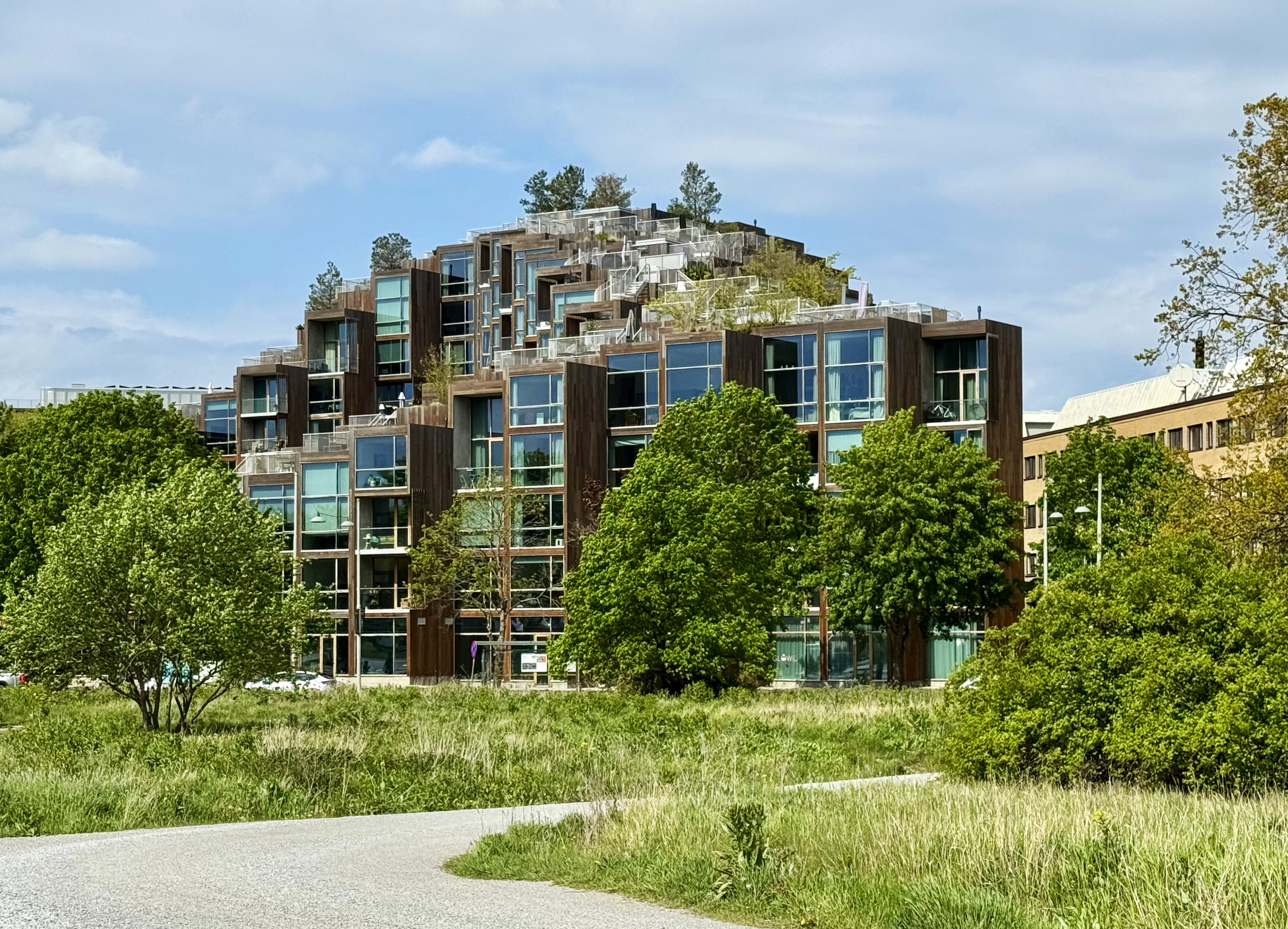
79&Park, sedd från Gärdet i maj 2025.

Stettin 7 är en fastighet på Sandhamnsgatan 75–83 i stadsdelen Gärdet i Stockholm. Den ägs av Bostadsrättsföreningen Stettin 7. På fastigheten ligger byggnaden
79&Park, ett flerbostadshus beläget i hörnet Sandhamnsgatan / Lindarängsvägen och ritat av det danska arkitektkontoret Bjarke Ingels Group och som nominerades till Årets Stockholmsbyggnad 2019.

## Bakgrund

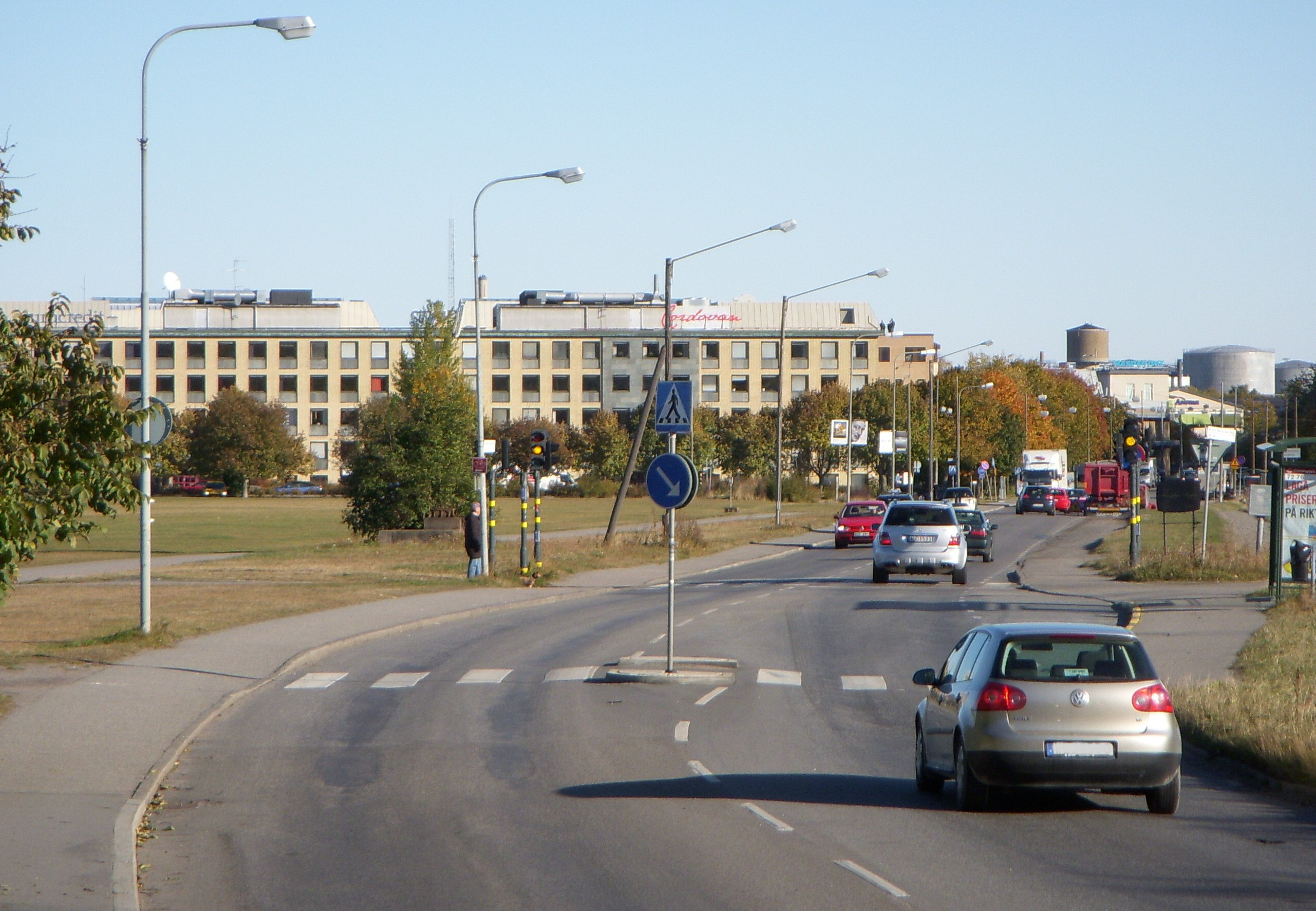
Fastigheten Stettin 7, oktober 2009.

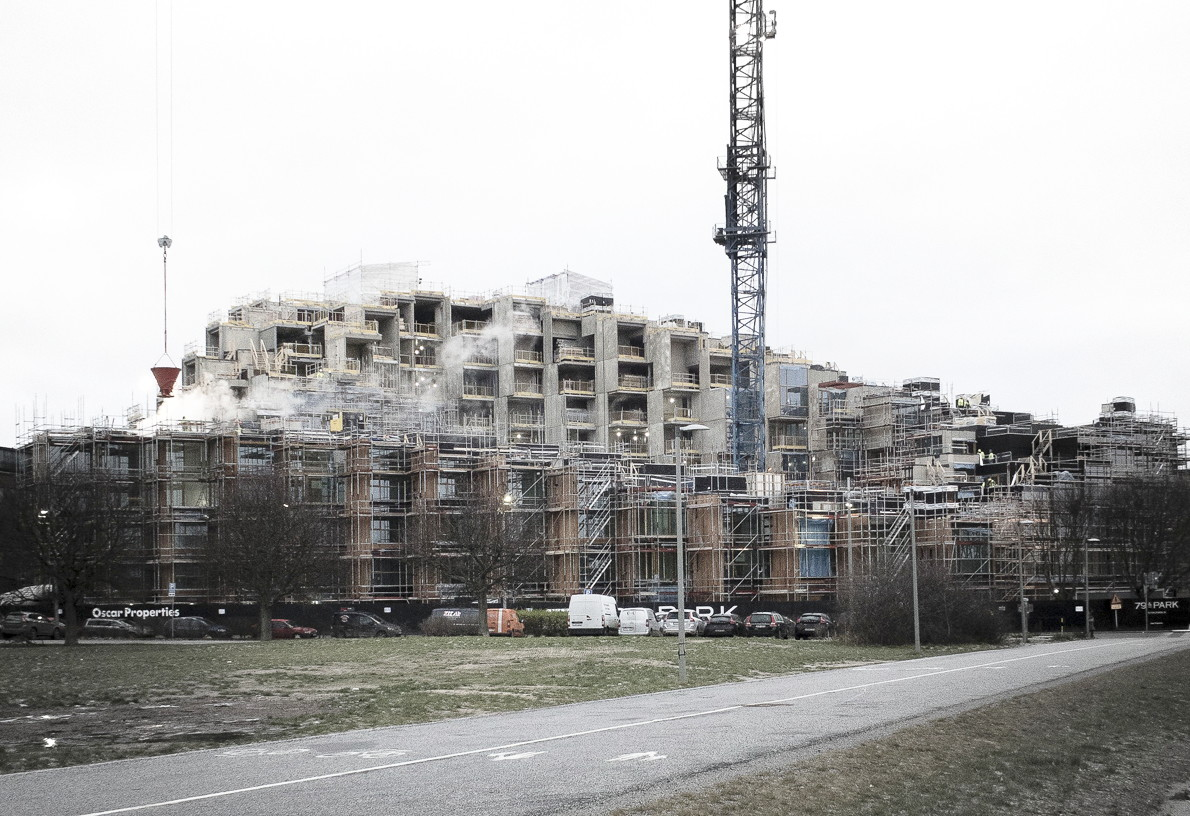
Bygget i december 2017.

På fastigheten Stettin 7 fanns tidigare ett kontorshus som uppfördes 1963–1964. En ny detaljplan vann laga kraft i augusti 2014 och medgav uppförande av en ny bostadsbyggnad med omkring 160 lägenheter. I byggnadens bottenvåning mot Sandhamnsgatan och Lindarängsvägen föreskriver detaljplanen bland annat att en förskola skall inrymmas och bostadshusets tak används för terrasser med planteringar samt att fasaden gestaltas ”variationsrik”. Enligt planen är ambitionen ”att skapa en byggnad med arkitektoniskt hög kvalitet och nyskapande uttryck”.

## Byggnadsbeskrivning
Byggherre och entreprenör var Oscar Properties som anlitade det danska arkitektkontoret Bjarke Ingels Group att formge den nya byggnaden vilken kallas ”79&Park”. 79 syftar på adressen Sandhamnsgatan 79 och Park på parkområdet Gärdet som utbreder sig framför anläggningen. Hela komplexet omsluter en 1 000 kvadratmeter stor innergård och trappar upp mot nordost där det har tio våningar. Den lägsta höjden med två våningar ligger i hörnet Sandhamnsgatan / Lindarängsvägen. 
Taket består av många små kvadratiska rutor på olika höjd. Den lägsta terrassen sträcker sig över flera rutor och planeras för att vara tillgänglig för allmänheten. Resterande del av terrassen är för de boende. Fasaden är veckad och varje veck är på ena sidan klädd med träelement av cederträ. Gestaltningen innebär att byggnaden får olika uttryck från olika vinklar. Träelementen fungerar även som insynsskydd grannar emellan, balkongerna är indragna. Huset är byggt så att merparten av fönsterpartierna, som går från golv till tak, vetter mot Gärdet. 
Byggstart var i juni 2015 och inflyttning började 2018. Bruttoytan är på 18 600 kvadratmeter och uppskattad kostnad är 400–500 mkr.

## Nominering till Årets Stockholmsbyggnad
79&Park nominerades tillsammans med nio andra finalister till Årets Stockholmsbyggnad 2019 och fick en tredjeplats. Juryns kommentar lyder:
| ” | En byggnad placerad så skickligt att den i sig själv blivit en del av stadslandskapet. Det är välanpassat och känns mänskligt fast det är så stort. Genomgående fina material och detaljer i alla skalor. Till synes enkla grepp ger en intressant och komplex helhet där varje enskild bostad har sin egen karaktär. | „ |

Bilder
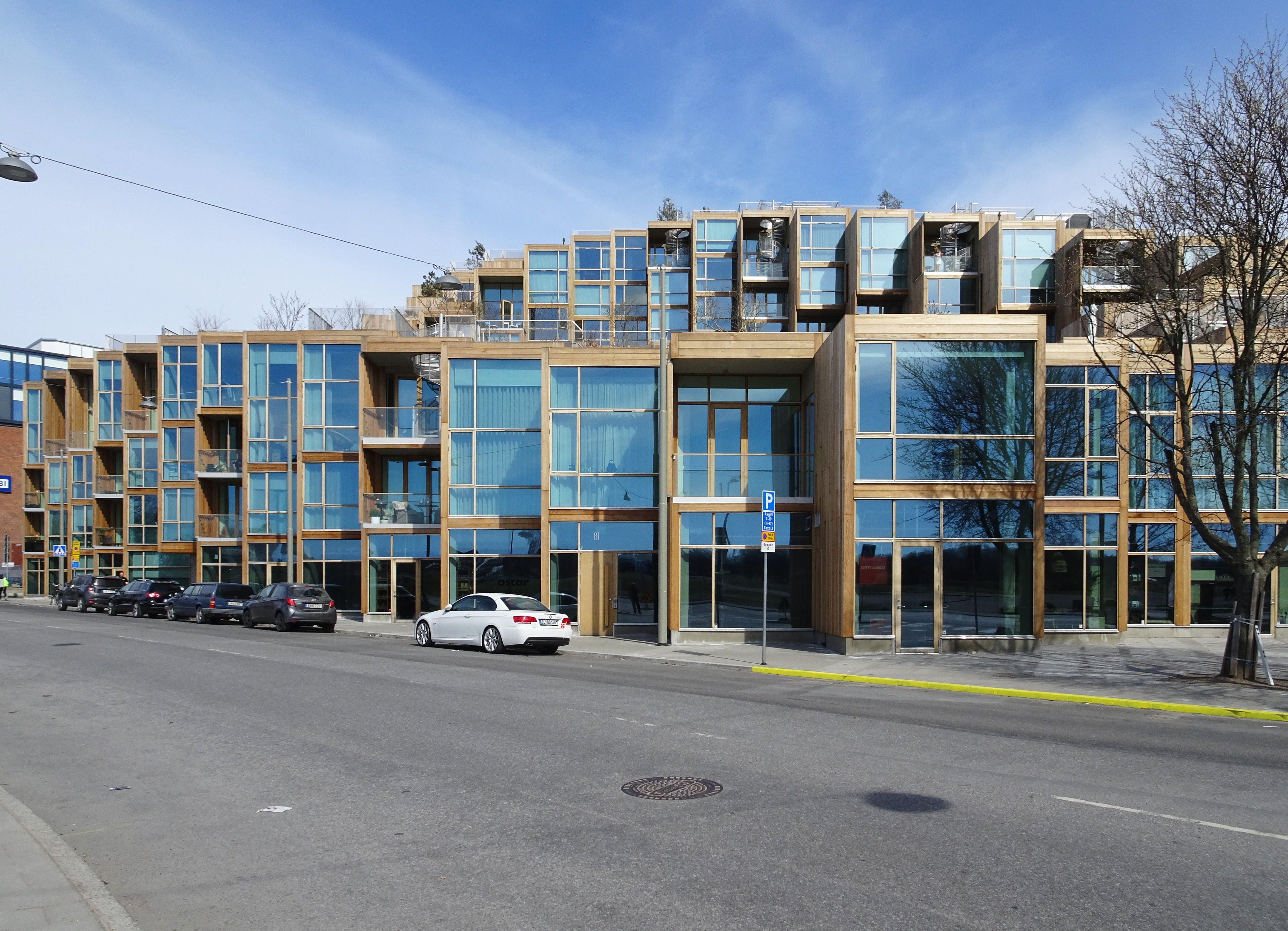
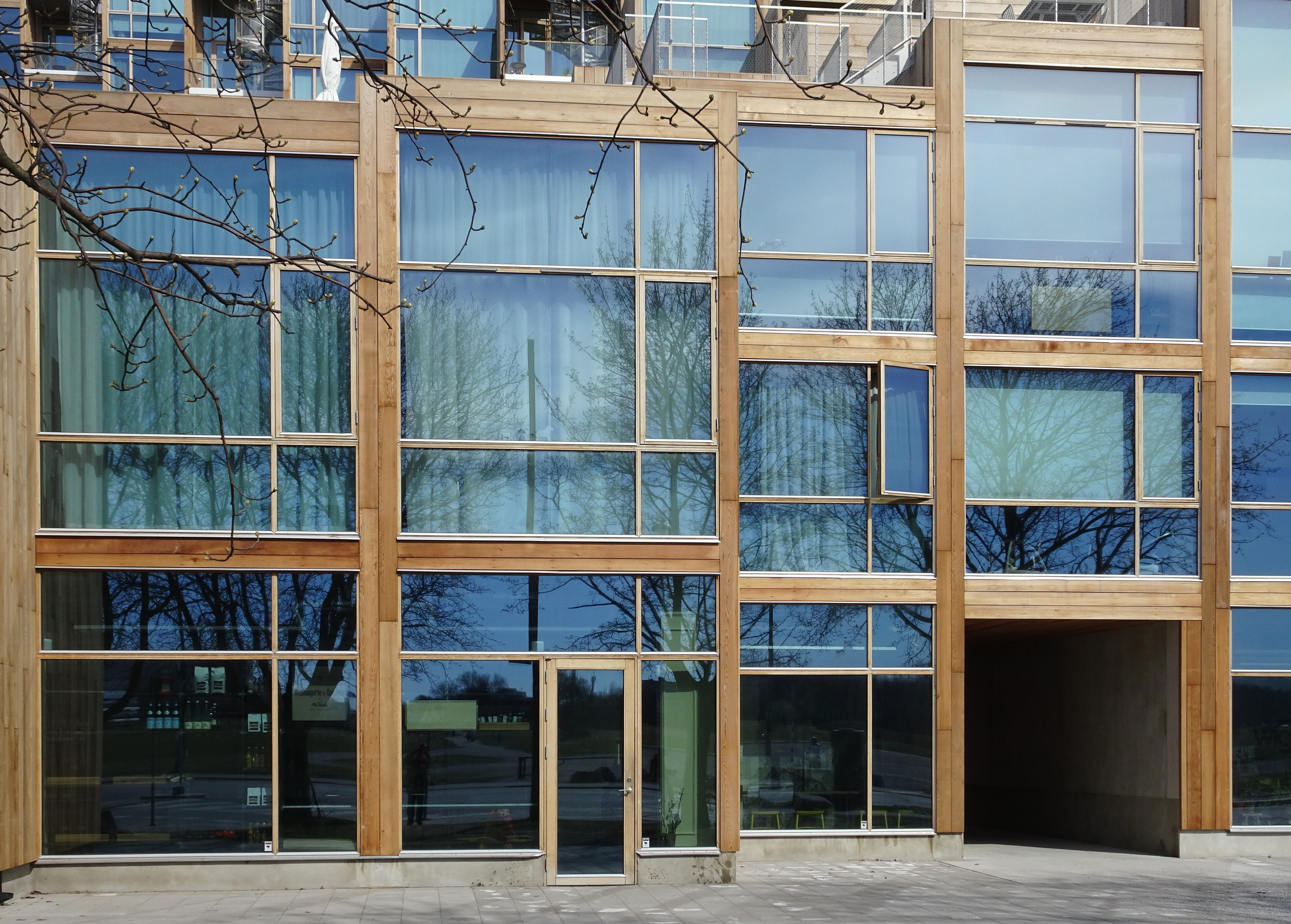
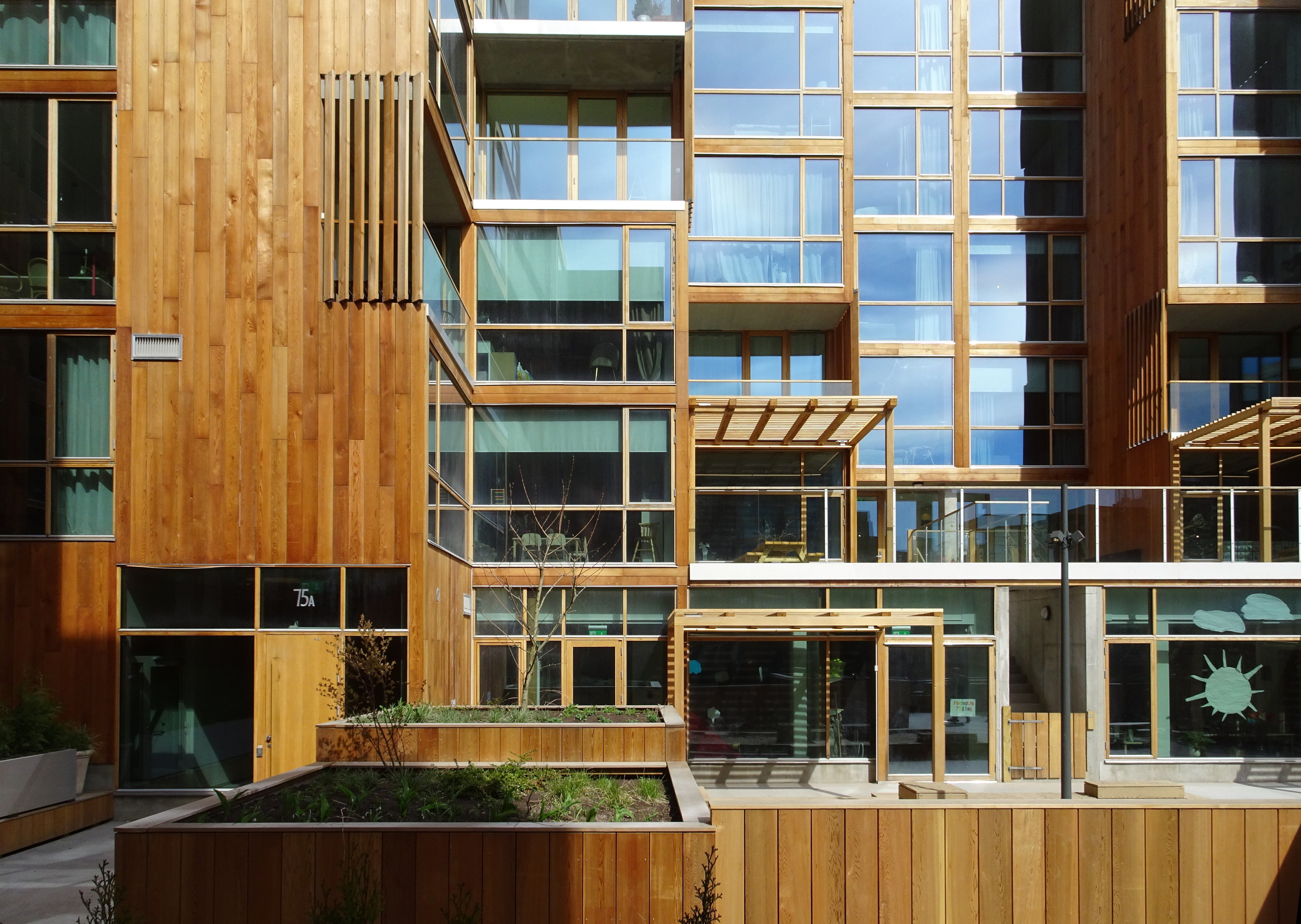
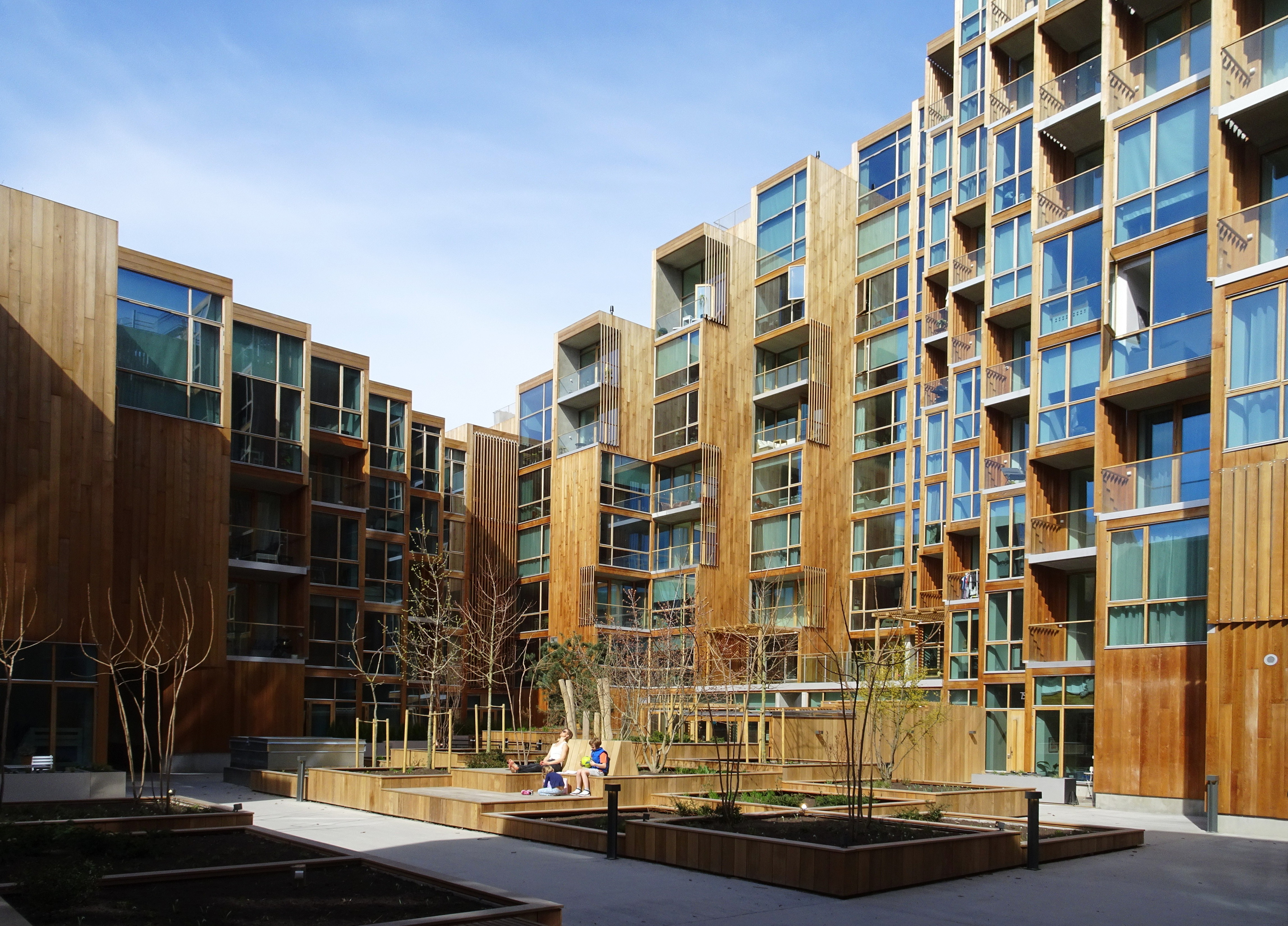
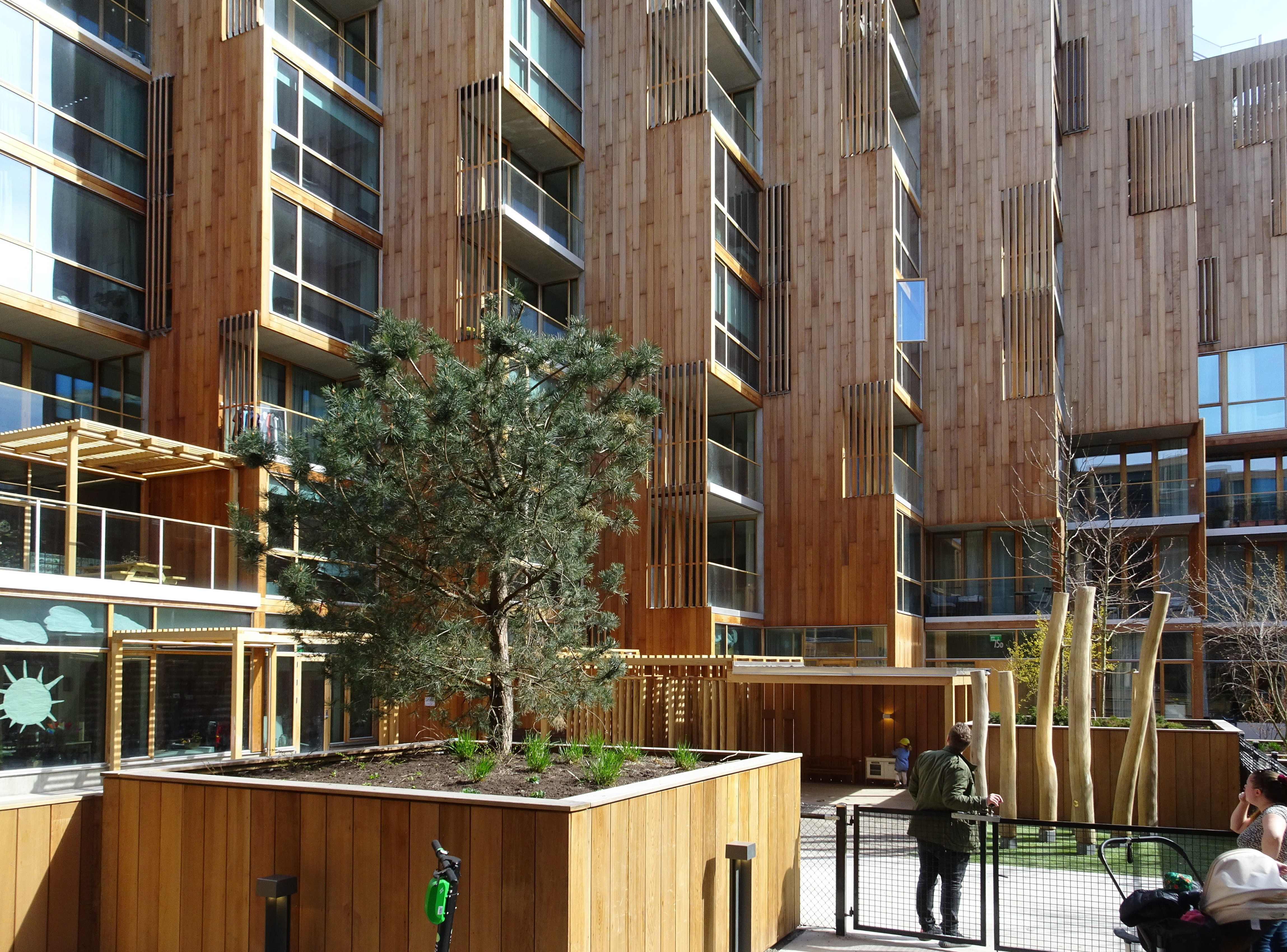